# Parakristall
Ein Parakristall ist ein Modell für eine teilkristalline Substanz, die zwar eine gewisse Nahordnung im Bereich von 4,5 bis 6 Å aufweist, im Gegensatz zu einem Kristall aber nur eine durch Koordinationsstatistiken bestimmte Fernordnung hat.
Ein Parakristall kann z. B. ein Kristall nahe seinem Schmelzpunkt sein, bei dem sich die periodische Ordnung seiner Atomgruppen durch Erhitzung in Auflösung befindet; die Anordnung dieser Atomgruppen verändert sich dabei nicht sprunghaft. Ein anderes Beispiel sind Polymere mit semikristallinen und amorphen (strukturlosen) Bereichen. Die Theorie der Parakristalle  füllt die Lücke zwischen kristallinen und amorphen Materialien, da sie beide Zustände als entartete Grenzfälle enthält.
Die Beugung von Röntgen-, Neutronen- und Elektronenstrahlen an solchen Stoffen wird quantitativ von den Theorien des idealen und realen Parakristalls beschrieben.

„Die Elektronendichteverteilung in irgendeinem Stoff entspricht immer dann derjenigen eines Parakristalls, wenn man jedem Baustein dieses Stoffes einen Idealpunkt zuordnen kann derart, dass die Abstandsstatistik dieser Idealpunkte von jedem beliebigen Bezugsidealpunkt dieselbe ist und die Elektronenkonfiguration jedes Bausteins um seinen Idealpunkt statistisch unabhängig von derjenigen der Nachbarbausteine erfolgt. Ein Baustein entspricht dann dem stofflichen Inhalt einer Zelle dieses ‚verwackelten‘ Raumgitters, das selbst als Parakristall anzusprechen ist.“

Quantitative Differenzen von Beugungsexperiment-Analysen auf der Basis der Theorien des idealen und realen Parakristalls sind in der Praxis oft zu vernachlässigen.
Ideale Parakristalle sind genau wie ideale Kristalle theoretisch unendlich weit in allen drei Raumrichtungen ausgedehnt. Reale Parakristalle können nach dem empirischen α*-Gesetz nur endliche Größen erreichen, die indirekt proportional zu den Komponenten des Tensors der parakristallinen Störung sind. Größere Festkörper-Aggregate sind dann aus Mikro-Parakristallen zusammengesetzt.
Die Wörter „Parakristall“, „paracystallinity“ und „paracrystal“ gehen auf Friedrich Rinne und die Jahre 1932 und 1933 zurück.